# Crysis 3
Crysis 3 – pierwszoosobowa strzelanina wydana 19 lutego 2013 roku. Za produkcję gry odpowiedzialne jest studio Crytek, a za jej wydanie Electronic Arts. Gra jest trzecią częścią serii i bezpośrednią kontynuacją Crysis 2. Podczas pierwszego miesiąca po premierze sprzedano 205 tysięcy egzemplarzy w Ameryce Północnej co nie spełniło oczekiwań twórców.

## Fabuła
W Crysis 3 gracz przenosi się do roku 2047 i wciela w posiadacza nanokombinezonu – Proroka. Bohater gry staje do walki z obcą rasą Ceph oraz korporacją Cell, czyli firmą, która doprowadziła do powstania gigantycznej kopuły na terenie Nowego Jorku. Wewnątrz kopuły znajduje się zróżnicowany mikroświat, nazywany „Siedmioma Cudami”. Prorok wybiera się w to miejsce, aby poznać prawdę o planach korporacji i wziąć odwet za wydarzenia, które miały miejsce w Crysis i Crysis 2.

## Produkcja gry
Crysis 3 został oficjalnie zapowiedziany w kwietniu 2012 roku. Twórcy stworzyli serię filmów pt. „7 Cudów Gry”, które prezentują możliwości silnika i cechy produkcji. W styczniu 2013 roku rozpoczęły się otwarte beta testy trybu wieloosobowego gry. Próbną wersję pobrało ponad trzy miliony osób, a liczba egzemplarzy zamówionych przed premierą jest o 35% większa niż przy Crysis 2.

## Wersja polska
- Wersja polska: Studio PRL
- Reżyseria: Dariusz Błażejewski
- Realizacja dźwięku: Kamil Sołdacki